# La Rose
La Rose – wieś w Stanach Zjednoczonych, w stanie Illinois, w hrabstwie Marshall.